# St.-Ephräm-der-Syrer-Kathedrale

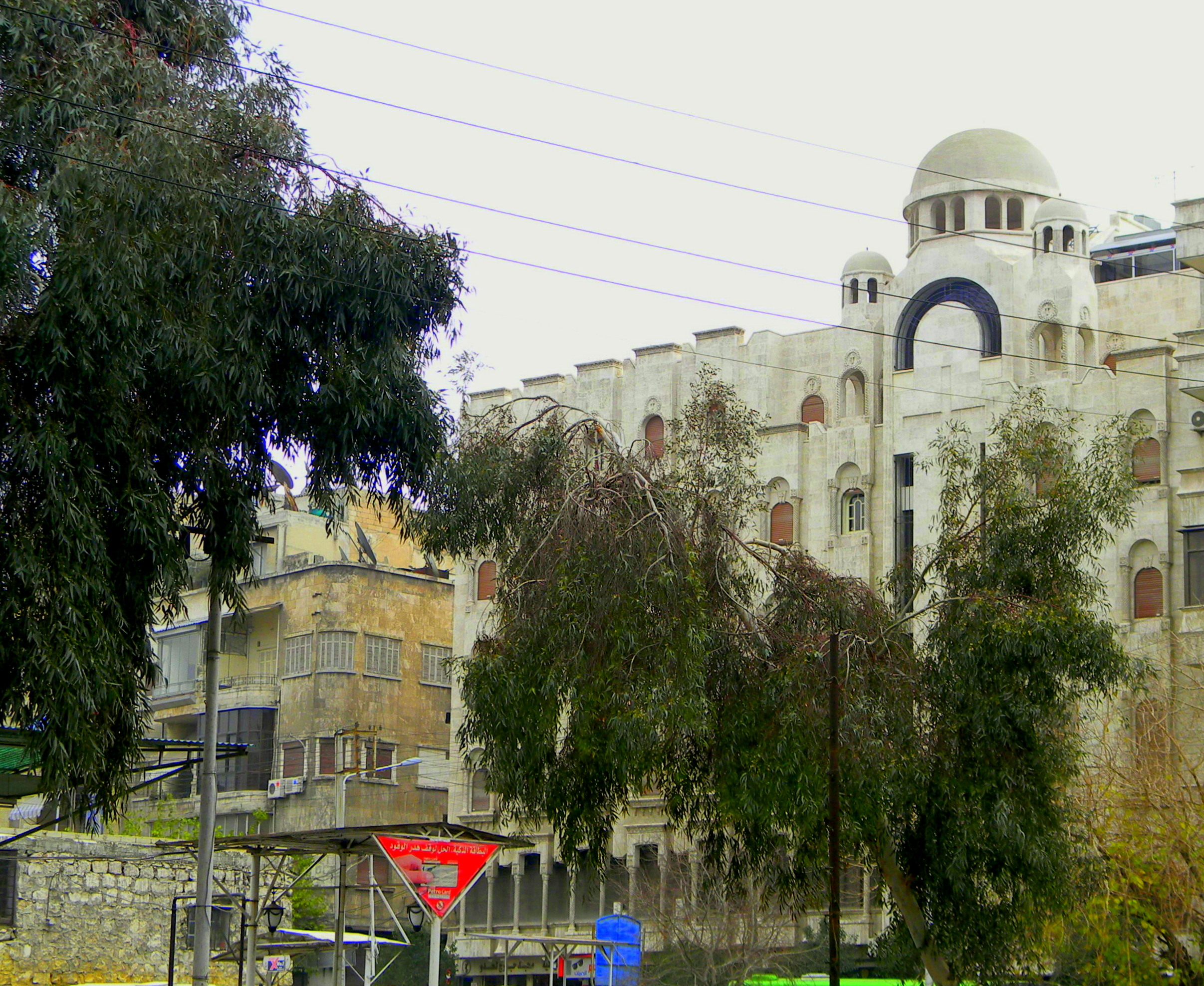
Sankt-Ephräm-der-Syrer-Kathedrale in Aleppo, 2011

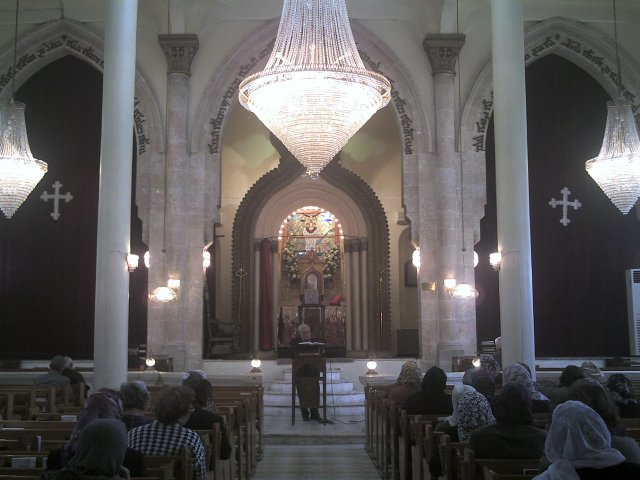
Gottesdienst in der Kathedrale, 2006. Zu erkennen sind die Aufschriften in syrischer Sprache.

Die Sankt-Ephräm-der-Syrer-Kathedrale (arabisch كاتدرائية مار أفرام السرياني, DMG Kātidrāʾīyat Mār Afrām as-Suryānī) ist die Kathedrale der syrisch-orthodoxen Kirche in der syrischen Stadt Aleppo. Sie befindet sich im Stadtteil Sulaimaniyah.

## Geschichte
Nach den Kirchenspaltungen war die syrisch-orthodoxe Kirche von Antiochien in Aleppo seit dem 16. Jahrhundert über lange Zeit nicht präsent. Dies änderte sich mit dem Zustrom von Gläubigen aus Gebieten, die heute zur Türkei gehören, zunächst nach den Massakern von 1895 und dann dem Völkermord an den syrischen Christen im Zuge des Ersten Weltkrieges. Die fliehenden syrisch-orthodoxen Assyrer stammten vor allem aus dem Tur Abdin mit dem aramäischen Dialekt Turoyo, aus Diyarbakir, Urfa, Mardin und der jeweiligen Umgebung der genannten Städte. Anfangs diente den syrisch-orthodoxen Flüchtlingen in Aleppo eine behelfsmäßige Kirche im Suq al-Nahhasin im Stadtteil Qastal al-Harami als Gebetsstätte. Viele Assyrer fanden in Aleppo im Stadtteil Sulaymaniyah eine neue Heimat, wo Salim bin Anton Naoum Azar ein Grundstück spendete. Hier wurde die Kirche des Heiligen Ephräm des Syrers (Mar Avram Al-Syriani) errichtet. Am 30. April 1924 begannen unter dem Homser Bischof Ignatius Ephräm I. Barsum die Bauarbeiten, und am 17. Januar 1926 wurde die neue Sankt-Ephräm-der-Syrer-Kathedrale vom Patriarchen Ignatius Elias III. geweiht. 1965 wurde das Gebäude unter Erzbischof Georgios al-Qas Behnam an der Westseite erweitert und mit einer Kuppel und einer Glocke versehen. Unter Erzbischof Gregorius Yohanna Ibrahim wurde die Kathedrale 1983 und nochmals 1995 mit neuen Ölgemälden und Ikonen ausgestattet.
Im Bürgerkrieg in Syrien wurde der in der Kathedrale ansässige syrisch-orthodoxe Erzbischof Gregorius Yohanna Ibrahim zusammen mit dem griechisch-orthodoxen Erzbischof Paul Yazigi im April 2013 mit Waffengewalt entführt. Seitdem gibt es kein Lebenszeichen der beiden Geistlichen mehr. Butros Kassis übernahm in Vertretung des vermissten Yohanna Ibrahim die Leitung der Erzdiözese. 
Beim Erdbeben in der Türkei und Syrien 2023 kam es zu Schäden an der Kathedrale.

## Ausstattung
In der Sankt-Ephräm-der-Syrer-Kathedrale befinden sich Fresken, die vom Geistlichen Abdo Badawi auf der Grundlage syrischer Manuskripte angefertigt wurden.
In der Kirche selbst werden gleichzeitig zahlreiche alte syrische Manuskripte aufbewahrt.